# Џери Гарсија
Џером Џон "Џери" Гарсија (енгл. Jerome John "Jerry" Garcia; 1. август 1942 — 9. август 1995) био је амерички музичар најпознатији по свом раду са соло гитаром, певању и писање песама са бендом Грејтфул дед, која је дошла до изражаја током ере Контракултуре у 1960-им. Иако је се одрекао те улоге, Гарсија је посматран, од стране многих, као вођа или "портпарол" групе.
Један од оснивача, Гарсија је наступао са Грејтфул дедом током њихових тридесет година каријере (1965-1995). Гарсија је такође основао и учествовао у разним споредним пројекатима, укључујући Саундерс-Гарсија бенд (са дугогодишњи пријатељ Мерл Саундерсом), Џери Гарсија бенд, Old and in the Way, Гарсија/Грисман акустични дуо, Legion of Mary, и New Riders of the Purple Sage (чији је Гарсија суоснивач са Џон Дејвсоном и Дејвид Нелсоном). Он је такође објавио неколико соло албума, и допринео великом броју албума других уметника током година као студијски музичар. Био је познат по свом препознатљивом стилу свирања гитаре и био је рангиран на 13. месту Ролинг Стоун листе "100 највећих гитариста свих времена ".
Касније у животу, Гарсија је понекад био лоше због дијабетеса, а 1986. године отишао у дијабетичну кому која га је скоро коштала живота. Иако сe његово укупно здравствено стање донекле поправило након тога, он се такође борио са зависносшћу од хероина и кокаина, и боравио је у Калифорнији на рехабилитацији када је умро од срчаног удара у августу 1995.